# V537 Возничего
V537 Возничего (лат. V537 Aurigae) — одиночная переменная звезда в созвездии Возничего на расстоянии (вычисленном из значения параллакса) приблизительно 1203 световых лет (около 369 парсеков) от Солнца. Видимая звёздная величина звезды — от +12,15m до +12,1m.

## Характеристики
V537 Возничего — жёлтая пульсирующая переменная звезда типа Дельты Щита (DSCTC) спектрального класса G. Эффективная температура — около 5819 K.